# Ironhorse
Gli Ironhorse sono stati un gruppo musicale rock canadese originario di Vancouver attivo dal 1979 al 1981. Il singolo di maggior successo del gruppo è stato Sweet Lui-Louise del 1979.
Il cantante era Randy Bachman, dei più noti Bachman-Turner Overdrive, che nel 1974 spopolarono con You Ain't Seen Nothing Yet.

## Discografia

### Album in studio
- 1979 – Ironhorse
- 1980 – Everything Is Grey